# David W. Anthony
Pour les articles homonymes, voir Anthony.
David W. Anthony est un anthropologue américain qui est professeur émérite d'anthropologie à l'université de Hartwick. Il se spécialise dans les migrations indo-européennes et est un partisan de l'hypothèse kourgane. Anthony est connu pour son livre primé Le Cheval, la Roue, et le Langage (en).

## Carrière
Anthony a obtenu un doctorat en anthropologie de l'université de Pennsylvanie.
Anthony est professeur d'anthropologie à l'Université de Hartwick depuis 1987. À Hartwick, il a également été conservateur du département d'anthropologie du Musée d'art et de culture Yager sur le campus de l'Université de Hartwick à Oneonta, New York. Selon Princeton University Press, « il a mené de nombreux travaux archéologiques sur le terrain en Ukraine, en Russie et au Kazakhstan ». Anthony a été rédacteur en chef en archéologie du Journal of Indo-European Studies .
L'un de ses domaines de recherche a été la domestication du cheval. En 2019, son travail a été présenté dans un épisode de Nova qui discutait des théories sur la façon dont ce processus s'est produit.

## Œuvres médiatisées
Selon le site Web non organisé ResearchGate, Anthony a publié au moins 54 articles de recherche.

### Filmographie
Anthony est apparu comme un rapporteur de l'histoire dans des ouvrages tels que :
- How the Silk Road Made the World (2019, NHNZ)
- First Horse Warriors (2019, NOVA)

## Voir également
- Edgar C. Polomé
- J.P. Mallory